# Hanns Schopper
Hanns Schopper (* 7. Dezember 1900 in Mödling; † 1954) war ein österreichischer Schauspieler, Autor, Theaterautor und Dramaturg.

## Leben
Er trat am 1. Juni 1933 der NSDAP bei (Mitgliedsnummer 1.629.610). Innerhalb der illegalen österreichischen Partei war er, der in jungen Jahren um die Fürsprache Stefan Zweigs und Max Reinhardts bitten ließ, zuletzt Pressereferent. Bekanntheit erlangte er später mit seinem zur Zeit des Nationalsozialismus in mehreren Auflagen erschienenen Werk Presse im Kampf (1941). Schopper schrieb auch politisierende Romane wie Fritz kämpft um die Jugend (1932) und So lebt das Dorf, der 1938 im Paul Zsolnay Verlag erschien. Zusammen mit Karl Heinrich Waggerl verfasste Schopper 1939 zudem ein Drehbuch zu dessen erfolgreichem Roman Brot, das jedoch nie verfilmt wurde. Ein schmales Bändchen veröffentlichte Schopper 1940 über Georg Ritter von Schönerer.
Nach Ende des Zweiten Weltkrieges wurden Schoppers Schriften Georg Ritter von Schönerer, ein Vorläufer des Nationalsozialismus (St. Pöltner Zeitungs-Verlagsges., St. Pölten 1940), Niederdonau, Deutscher Grenzgau und Bauernland (Junker und Dünnhaupt, Berlin 1940) und Presse im Kampf. Geschichte der Presse während der Kampfjahre der NSDAP. 1933-38 in Österreich (Rohrer, Brünn 1941) in der Sowjetischen Besatzungszone auf die Liste der auszusondernden Literatur gesetzt.